# 后母戊鼎
后母戊鼎，或稱司母戊鼎，是華夏商代後期（约公元前13世纪至公元前11世纪）王室祭祀用的青铜方鼎。因其鼎腹內壁著有銘文「后母戊」三字而得名。「母戊」是武丁妻妾婦妌的廟號。該鼎可能為祖庚或祖甲為祭祀母親而鑄造。現藏中國國家博物館，是中国国家一级文物。中国国家博物馆原释其铭文为“司母戊”，于2011年改为“后母戊”，但学界存在争议。

## 外观
后母戊鼎器型高大厚重，故又称后母戊大方鼎，高133公分、口长110公分、宽79公分、重832.84公斤，足高46公分，壁厚6公分，口沿寬厚，輪廓方直，立耳、方腹、四足中空，是殷墟考古發掘以來出土的最大最重的青銅器。鼎身紋飾美觀莊重，工藝精致，除鼎身四面中央是無紋飾的長方形四面外，其余各處皆有紋飾。鼎身四周以細密的雲雷紋為底紋，其上鑄有盤龍紋和饕餮紋。盤龍紋細致精巧，饕餮紋生動威武，四面交接之處，則飾以扉棱，扉棱上為牛首，下為饕餮。鼎耳外廓紋有兩只猛虎，虎口相對，兩虎口含人頭，鼎耳側面飾以魚紋。鼎足之處三道弦紋之上各施以獸面。整個后母戊鼎的造型、紋飾、工藝均達到了極高的水準，是商代青銅器文化巔峰之作的典型代表。鼎腹長方形，上豎兩隻直耳（發現時僅剩一耳，另一耳是後來複製補上的），上有虎噬人图案，下有四根圓柱形鼎足，是中国目前已发现的最大、最重的青銅容器。该鼎是商王祖庚或祖甲为祭祀其母所铸。

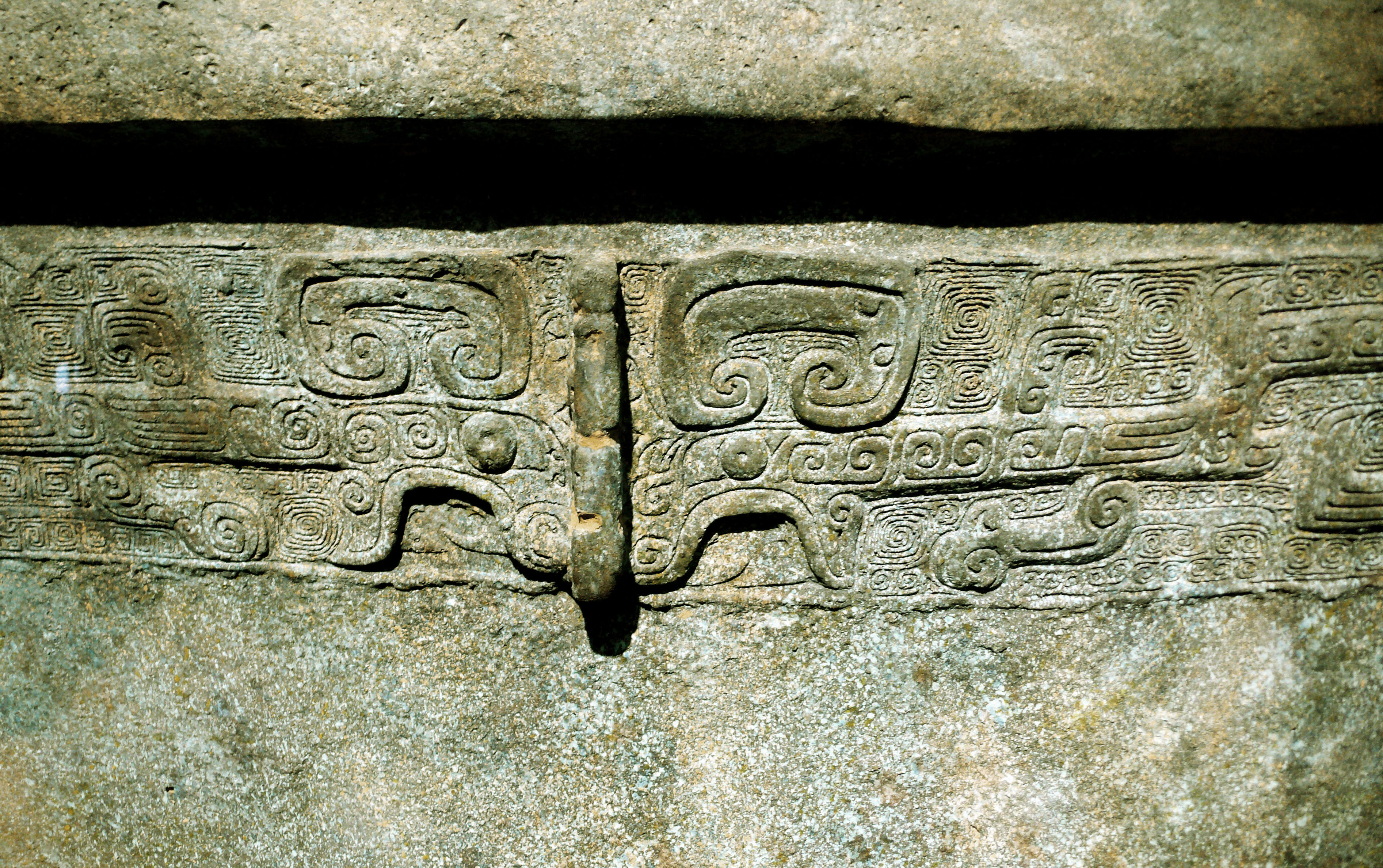
后母戊鼎局部

## 出土与收藏
1939年3月19日在河南省安陽縣（今安陽市殷都區北蒙街道）武官村吴培文家的農地中出土。后母戊鼎發現後被古董商萧寅卿欲以20萬大洋買下；但因鼎太重太大，移動困難，其便要求村民鋸斷大鼎然後運出，但僅鋸一耳便鋸不斷，惟有作罷，並重新埋下避免被其他人發現，其後該耳亦丟失。
另有说法，大鼎在出土时只有一只立耳，另一只丢失。挖出鼎的村民为了便于运输，决定用钢锯锯鼎，但最后收效甚微，只锯开一个小口，只得作罢。最后是用回填土的办法，用了3个晚上把大鼎挖出地面。大鼎刚出土恰逢闻讯而来的日本人索要，当地村民为了防止大鼎被日本人抢走，村民将大鼎重新掩埋起来。
1946年后母戊鼎被重新掘出，原物先存於縣政府處。同年十月底，為慶祝國民政府主席蔣中正60壽辰，汤恩伯、王仲廉的国民革命军第三十一集团军正在进攻豫北中共控制的冀鲁豫軍區，在当地用專車把它運抵南京作壽禮，蔣指示撥交中央博物院籌備處保存。张凤于1946年11月17日《中央日报》第十版发表《安阳武官村出土方鼎铭文考释》主张称之为“司母戊方鼎”，为中央博物院采用。

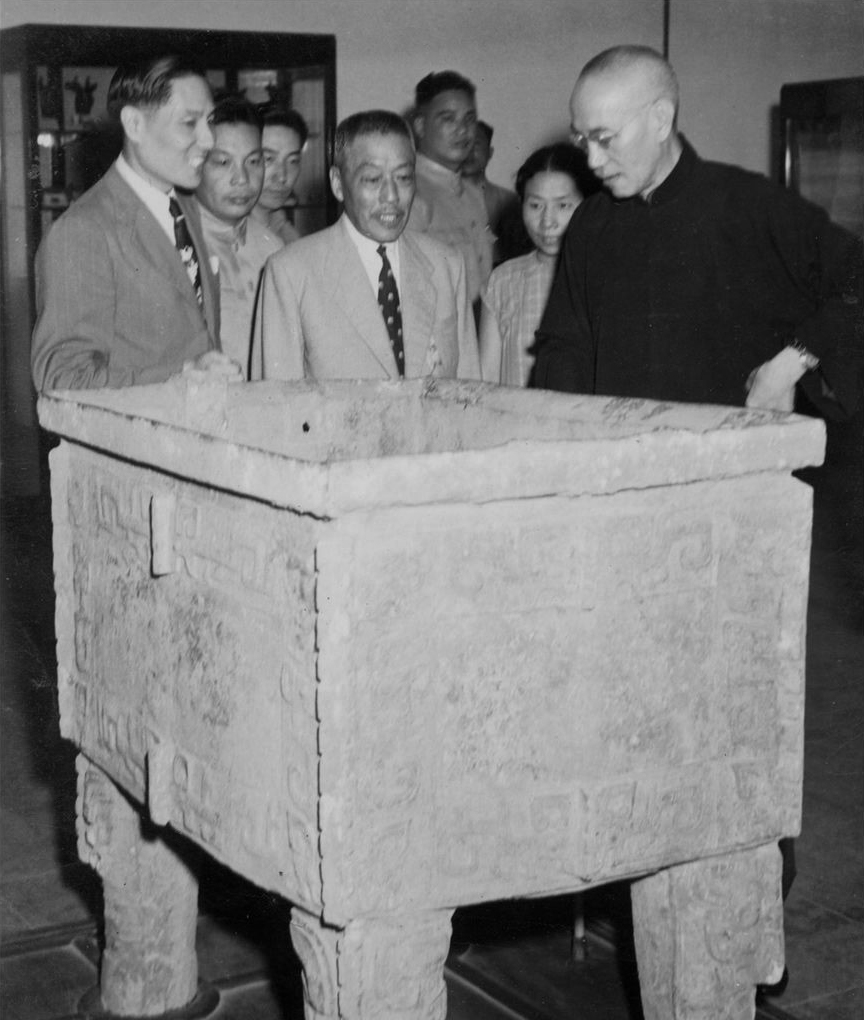
蒋介石参观司母戊大方鼎

1948年5月29日，該鼎在南京首次公開展出，蔣介石總統親臨參觀並在鼎前留影。1949年國民政府离开大陆的时候将大批珍贵的文物运往台湾，由于战事紧急，而后母戊鼎太重需要起重机吊装，当时无法找来起重机，只得留下。中華人民共和國成立後該鼎存於南京博物院，1959年轉交中國歷史博物館至今。

## 铸造
后母戊鼎的合金成分与《周礼·考工记》中记载的相同。后母戊鼎除立耳是先铸成后嵌入鼎範，鼎身是一次浇铸而成，共用28块陶範。
2000年，南京博物院技术部申报「泥范铸作司母戊鼎工艺研究」课题，並在2006年7月用仿古代的泥範铸作工艺初步鑄成原大司母戊鼎。
為籌備殷墟申請聯合國「世遺」評估行動，中國歷史博物館曾在2005年9月下旬把在北京秘藏的原鼎運回安陽殷墟博物館一同展覽近四個月。殷墟在2006年7月13日正式成為「世界文化遺產名錄」後，當年把原鼎收藏免被日軍搜掠的42位村民之一的吳培文被增補為安陽市政協委員。

## 名称司/后之爭
邵慎之于1946年在《申报》发表《安阳探古  殷代祭器出土记》，认为铭文是“后妻戊”，鼎受器人为戊太太，铸器人为丈夫（殷王之一）。1946年张凤在《中央日报》发表《安阳武官村出土方鼎铭文考释》，将铭文解读为“司母戊”，称鼎为“司母戊方鼎”。1949年後，時任中國科學院院長的郭沫若將銘文釋讀為「司母戊」，並將該鼎訂名為「司母戊鼎」。郭氏將「司」字解釋為「祭祀」之意，「戊」為墓主人的廟號。1962年，台灣大學教授、甲骨文學家金祥恒先生發表《釋「后」》一文，首次將鼎中銘文釋讀為「后母戊」，並指出商代字體较為自由，可正寫也可反寫。然而由於材料有限，當時並沒有受到很大的重視。1977年，歷史學者李學勤也提出銘文當隸定為「后」，並提出「司母戊」為動賓結構用的短語，在銘文中罕見；李又称“后”依《礼记 · 曲礼》“天子之妃曰后”指“王后”，“周朝始称王妃为后”的说法是错的，因为《左传 · 哀公元年》记载夏王相的妻为“后缗”。此次釋讀引起了学术界的广泛关注。考古学家孙机指出甲骨文中很多字可反写，“后”指君王或王的配偶；母戊被认为是商王武丁之配偶，而卜辞称商王配偶妇好为“后帚好”，有例可循；殷墟妇好墓出土的圆尊和方尊上都有“后母”铭文，其中的“后”字在两个尊上的写法就一反一正，却不能认为它们不是同一个字；甲骨文中常用于作“祀”的字形与这里的“司”不同，释为“司”（“祀”）站不住脚。
2011年3月，修整后的中國國家博物館重新开馆。2011年3月6日中午12點，中央電視台新聞频道《新闻30分》播发了一条简单的文物新闻，主持人和记者将“司母戊鼎”念為“后母戊鼎”，從而使中國國家博物館“中国古代青铜艺术”专题陈设中将“司母戊鼎”改名为“后母戊鼎”更名的事情曝光，「司后之爭」正式白熱化。然而在该鼎出土地——殷墟以及中国唯一一个以文字为主题的国家级博物馆——中国文字博物馆，它的释名仍为司母戊鼎。
然而，支持維持「司母戊」的學者認為，「后」這個字用於指稱帝王配偶的用法是在春秋才出現。《白虎通》中记载“商以前皆曰妃，周始立后”。殷墟卜辭當中並沒有此用法，而是以「毓」字來指稱王后。有學者經考證後認為「司」字應當「祭祀」之意使用。周礼的四时祭祀分别名叫礿、祠、尝、烝，“祠”字金文省作“司”是合理的。另有学者裘锡圭先生认为同「㚸」，解作「女性」。
目前，关于司和后的学术争议仍在进行中。